# Lepidopilum leucomioides
Lepidopilum leucomioides är en bladmossart som beskrevs av Brotherus 1921. Lepidopilum leucomioides ingår i släktet Lepidopilum och familjen Daltoniaceae. Inga underarter finns listade i Catalogue of Life.